# Péricles Santos Pereira
Péricles Santos Pereira, meglio conosciuto come Pecks (Mindelo, 10 aprile 1993), è un calciatore capoverdiano, difensore del Salgueiros.

## Carriera

### Club
Dal 2012 gioca nella massima serie portoghese; ha segnato il suo primo gol da professionista il 6 ottobre 2013 nella partita vinta per 2-1 contro il Pacos de Ferreira. In carriera ha totalizzato complessivamente 46 presenze e 2 reti nella prima divisione portoghese.

### Nazionale
È stato tra i convocati per la Coppa d'Africa del 2013, nella quale non è però mai sceso in campo. Tra il 2012 ed il 2016 ha giocato complessivamente 4 partite in nazionale.